# 三上郡
三上郡（日语：／ Mikami gun */?）是過去屬於備後國的郡。已於1898年10月1日與惠蘇郡、奴可郡合併為比婆郡。過去的轄區現已全數被併入庄原市。

## 歷史

### 年表
- 1889年4月1日：實施町村制，三上郡下轄：敷信村、庄原村、高村、本村、峰田村。（5村）
- 1898年10月1日：三上郡、惠蘇郡、奴可郡合併為比婆郡。